# William Crowther
William ("Willie" ou "Will") Crowther (1936) é um programador e espeleólogo estadunidense. Tornou-se conhecido como co-criador do Colossal Cave Adventure, um adventure seminal que influenciou a primeira década do projeto de jogos e criou um novo tipo de jogo eletrônico, as aventuras de textos.

## História
No início da década de 1970, Crowther trabalhou na Bolt, Beranek and Newman (BBN), empreiteira militar e pioneira da Internet. Depois de se divorciar de sua primeira esposa, Patricia, Crowther ocupou suas horas vagas desenvolvendo um adventure simples em FORTRAN, puramente em texto, no PDP-10 da BBN. O jogo foi criado como uma distração para que suas filhas, Sandy e Laura, pudessem se distrair quando viessem visitá-lo.
Em Adventure, o jogador circula através de um sistema de cavernas imaginário digitando comandos simples de duas palavras e lendo o texto que descreve o resultado da ação. Crowther usou seu vasto conhecimento de exploração de cavernas como base para o jogo, e existem muitas semelhanças entre as locações do jogo e locais reais na Mammoth Cave, particularmente no que tange a região de Bedquilt. Em 1975 Crowther lançou o jogo no incipiente sistema ARPANET, do qual a BBN foi a primeira empreiteira militar.
Na primavera de 1976, ele foi contatado por Don Woods, pesquisador em Stanford, o qual desejava uma autorização para aprimorar o jogo. Crowther concordou e Woods desenvolveu várias versões aperfeiçoadas num PDP-10 do Stanford Artificial Intelligence Laboratory (SAIL), onde trabalhava. Nos anos que se seguiram, a popularidade do jogo aumentou, sendo portado para muitos SOs, incluindo a plataforma CP/M para microcomputadores.
Como membro do MIT Outing Club (MITOC) de fins da década de 1950 e início dos anos 1960, Will também desempenhou um importante papel no desenvolvimento de escaladas nas Shawangunks em Nova Iorque. Crowther foi o pioneiro em diversos itinerários de escalada em rocha hoje considerados clássicos, como Arrow, Hawk, Moonlight e Senté. Alguns destes itinerários levantaram controvérsias por conta dos grampos de segurança que foram colocados para o rapel, uma nova tática que Crowther e vários outros começaram a usar na época. A reação da comunidade a esta técnica foi parte importante da evolução das técnicas de escalada nas Shawangunks e além.

## O jogo
A locação do jogo numa caverna colossal (Colossal Cave) não é mera coincidência. Will e sua primeira esposa, Pat Crowther, eram espeleólogos dedicados na década de 1960 e início dos anos 1970—ambos tomaram parte em muitas expedições que buscavam ligações entre os sistemas de cavernas de Mammoth e Flint Ridge. Pat desempenhou um papel crucial na expedição de 9 de setembro de 1972, que finalmente descobriu a conexão.
A estrutura básica do jogo inventado por Crowther (e baseado parcialmente no parser de texto usado no ELIZA) foi levada adiante pelos próximos desenvolvedores de adventures. Marc Blank e a equipe que criaram os adventures de Zork, citam Adventure como o título que os inspirou a criar novos jogos. Posteriormente, fundaram a Infocom e lançaram uma série de aventuras em texto populares.